# Албрехт I фон Регенщайн
Албрехт I фон Регенщайн (на немски: Albrecht I (III) von Regenstein; † между 4 март 1284 – 14 април 1286) е граф на Регенщайн в Харц.

## Произход
Той е син граф Улрих I фон Регенщайн († 1265/1267) и първата му съпругата му Матилда или втората му съпруга графиня Лукард (Лукхарда) фон Грибен († 1273/1280), дъщеря на граф Ото фон Грибен-Щайн († 1215). Внук е на граф Хайнрих I фон Бланкенбург-Регенщайн († сл. 1245) и правнук на граф Зигфрид фон Бланкенбург-Регенщайн († сл. 1182).

## Фамилия
Албрехт I фон Регенщайн се жени пр. 1 февруари 1275 г. за София фон Липе († 9 януари 1290), дъщеря на Бернхард III фон Липе († 1264/1265) и втората му съпруга София фон Равенсберг-Фехта († 1285). Tе имат децата:
- Улрих III фон Регенщайн-Хаймбург († 1 септември 1322 – 12 март 1323), граф на Хаймбург, господар на Деренбург, женен на 1 юли 1308 г. за София фон Анхалт-Ашерслебен († сл. 1308)
- Лутгардис/Лукард († 7 септември 1321), омъжена пр. 1300 г. за Гардун фон Хадмерслебен († 1335)
- София († 18 април 1347), омъжена пр. 1301 г. за граф Хайнрих фон Шладен († 1345/1347)
- Ода († 14 януари сл. 1308)